# Zona activa

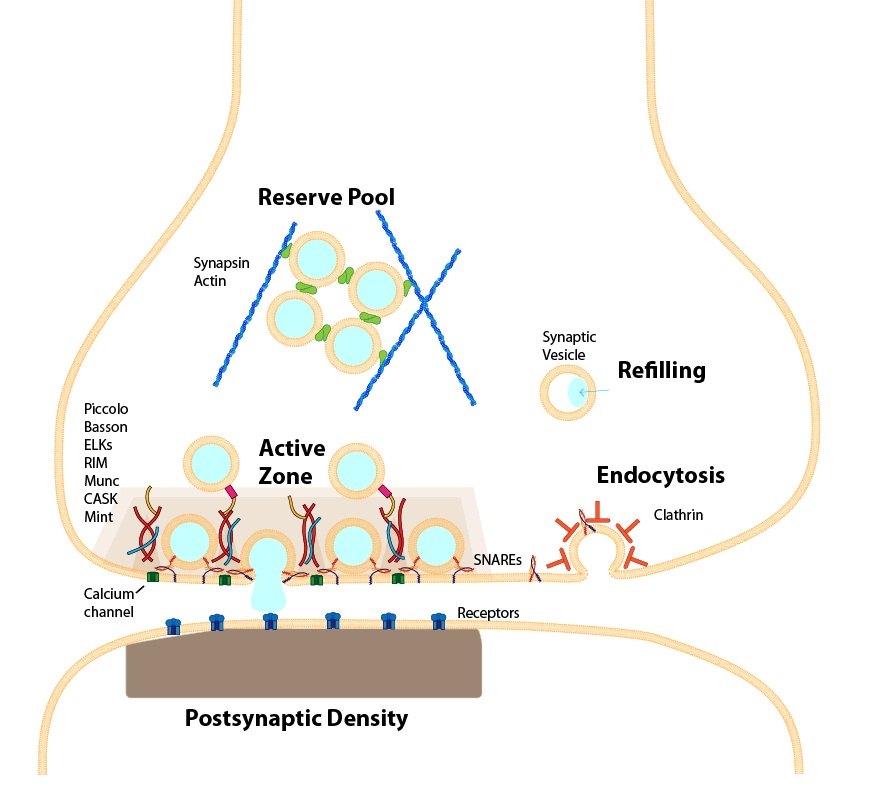
La zona activa Active zone presináptica (arriba).

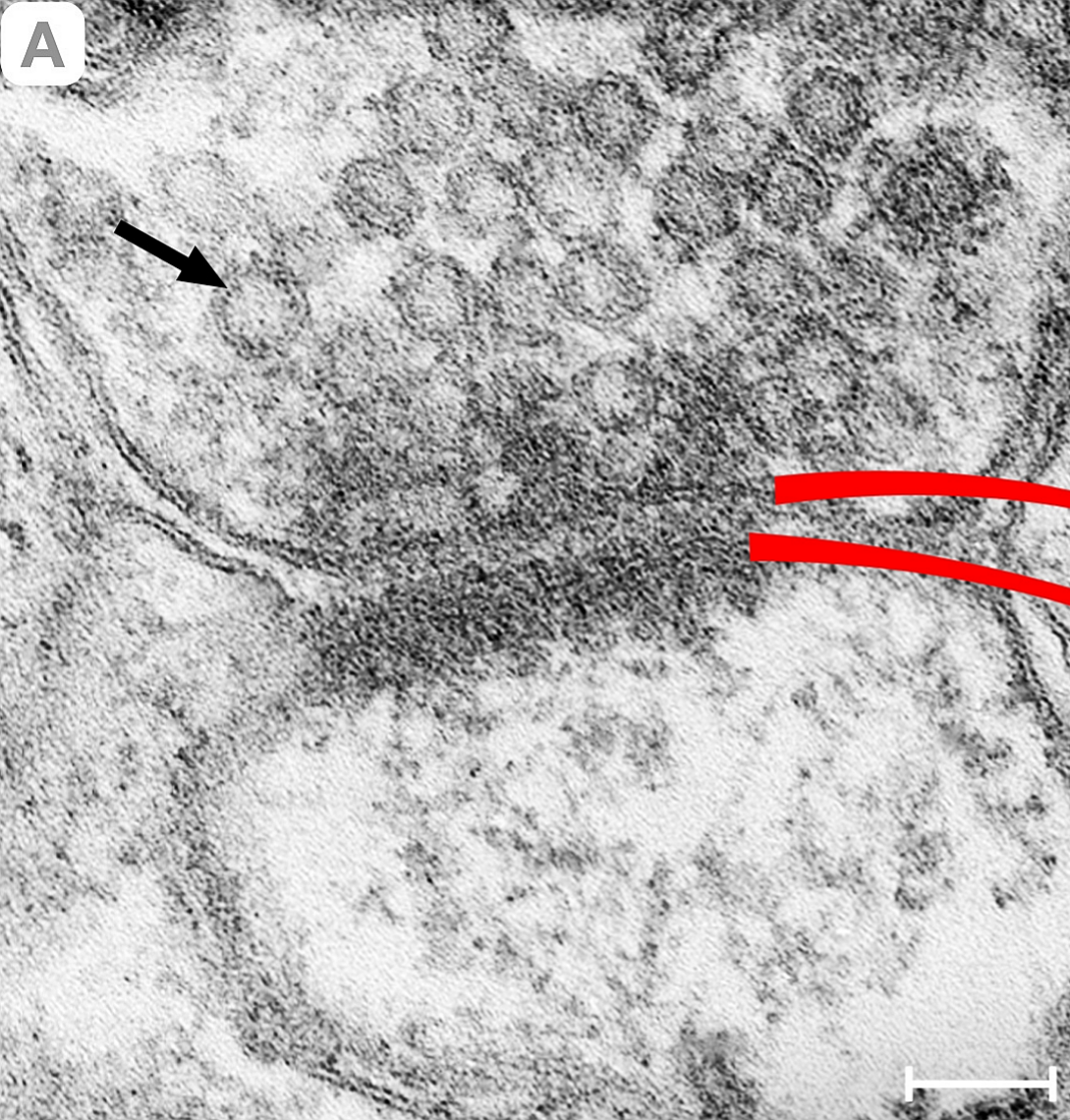
Zona activa. Microscopio electrónico.

La zona activa o zona activa sináptica es un término utilizado por primera vez por Couteaux y Pecot-Dechavassinein en 1970 para definir el sitio de liberación de neurotransmisores. Dos neuronas hacen un contacto cercano a través de estructuras llamadas sinapsis que les permiten comunicarse entre sí. Una sinapsis consta del botón presináptico de una neurona que almacena vesículas que contienen neurotransmisores y una segunda neurona postsináptica que lleva receptores para los neurotransmisores, junto con una brecha entre los dos llamada: hendidura sináptica (con moléculas de adhesión sináptica, SAM, que mantienen a los dos juntos. Cuando un potencial de acción alcanza el botón presináptico, el contenido de las vesículas se libera en la hendidura sináptica y el neurotransmisor liberado viaja a través de la hendidura hasta la neurona postsináptica y activa los receptores de la membrana postsináptica.
La zona activa es la región del botón presináptico que media la liberación de neurotransmisores y está compuesta por la membrana presináptica y una densa colección de proteínas denominada citomatriz en la zona activa (CAZ). La CAZ se ve bajo el microscopio electrónico como un área oscura (densa en electrones) cerca de la membrana. Las proteínas dentro de la CAZ unen las vesículas sinápticas a la membrana presináptica y median la fusión de vesículas sinápticas, lo que permite que el neurotransmisor se libere de manera confiable y rápida cuando llega un potencial de acción.

## Función
La función de la zona activa es garantizar que los neurotransmisores se puedan liberar de manera confiable en una ubicación específica de una neurona y que solo se liberen cuando la neurona dispara un potencial de acción. A medida que un potencial de acción se propaga por un axón, alcanza la terminal del axón llamada botón presináptico. En el botón presináptico, el potencial de acción activa los canales de calcio (VDCC) que provocan una entrada local de calcio. El aumento de calcio es detectado por proteínas en la zona activa y obliga a las vesículas que contienen neurotransmisores a fusionarse con la membrana. Esta fusión de las vesículas con la membrana libera los neurotransmisores en la hendidura sináptica (espacio entre el botón presináptico y la membrana postsináptica). Luego, los neurotransmisores se difunden a través de la hendidura y se unen a canales iónicos controlados por ligandos y receptores acoplados a proteínas G en la membrana postsináptica. La unión de los neurotransmisores a los receptores postsinápticos induce un cambio en la neurona postsináptica. El proceso de liberación de neurotransmisores y unión a los receptores postsinápticos para provocar un cambio en la neurona postsináptica se llama neurotransmisión.

## Estructura

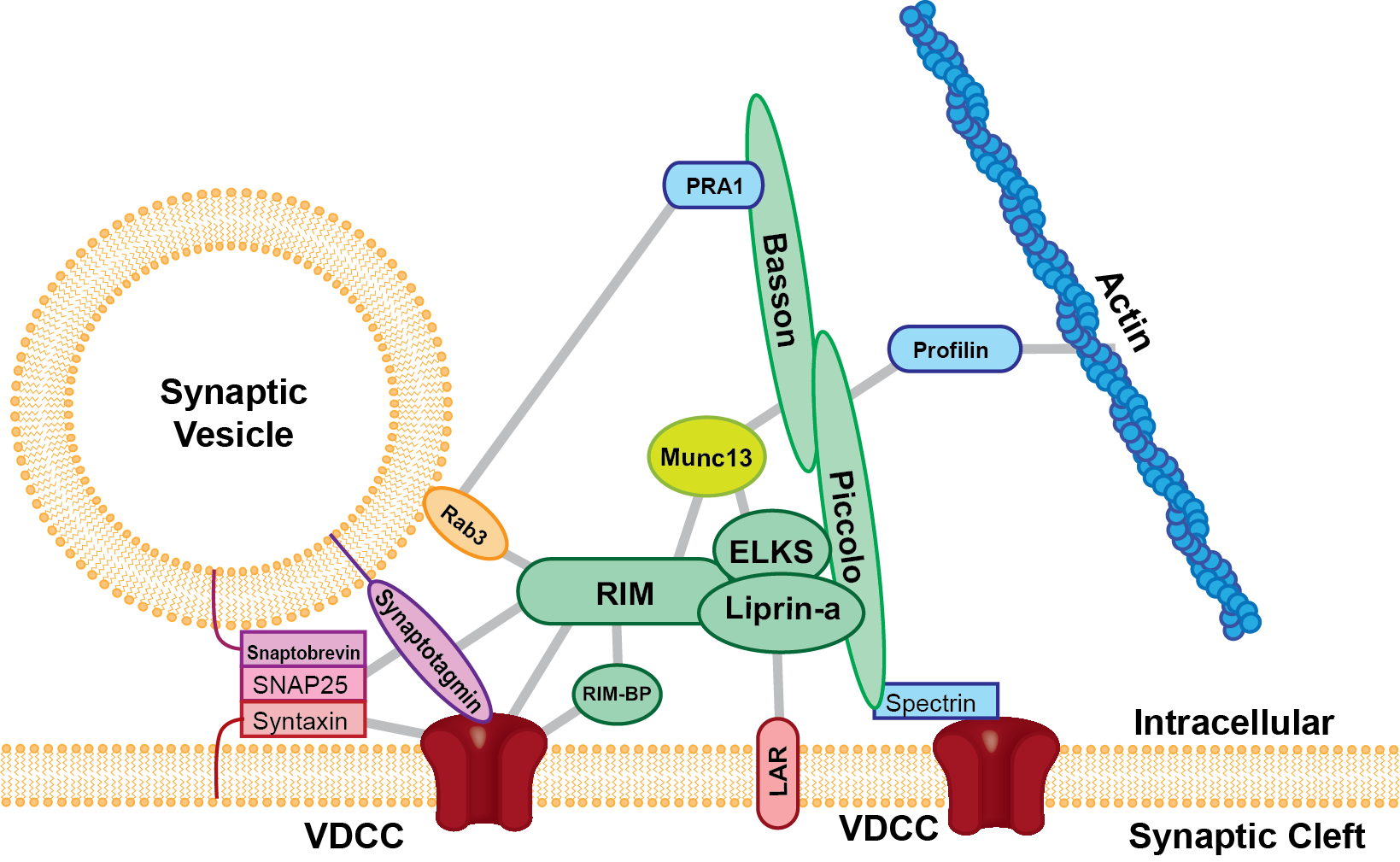
Un diagrama de las proteínas que se encuentran en la zona activa.

La zona activa está presente en todas las sinapsis químicas y en todas las especies animales. Las zonas activas examinadas hasta ahora tienen al menos dos características en común, todas tienen material denso en proteínas que se proyecta desde la membrana y une vesículas sinápticas cerca de la membrana y tienen largas proyecciones filamentosas que se originan en la membrana y terminan en vesículas ligeramente más alejadas de la membrana presináptica. Las proyecciones densas de proteínas varían en tamaño y forma según el tipo de sinapsis examinada. Un ejemplo es la sinapsis en cinta, que contiene una "cinta" de material denso en proteínas que está rodeada por un halo de vesículas sinápticas y se extiende perpendicular a la membrana presináptica y puede tener una longitud de hasta 500 nm. La sinapsis de glutamato contiene estructuras piramidales más pequeñas que se extienden alrededor de 50 nm de la membrana. La sinapsis neuromuscular contiene dos filas de vesículas con una larga banda proteica entre ellas que está conectada a costillas horizontales regularmente espaciadas que se extienden perpendiculares a la banda y paralelas a la membrana. Estas nervaduras luego se conectan a las vesículas, cada una de las cuales se coloca sobre una clavija en la membrana (presumiblemente un canal de calcio). Investigaciones anteriores indicaron que la zona activa de las neuronas glutamatérgicas contenía una matriz muy regular de material denso de proteínas en forma de pirámide e indicó que estas pirámides estaban conectadas por filamentos. Esta estructura se parecía a una red geométrica donde las vesículas se guiaban hacia los agujeros de la red. Este modelo atractivo ha sido cuestionado por experimentos recientes. Datos recientes muestran que la zona activa glutamatérgica contiene proyecciones de material proteico denso, pero estas proyecciones no estaban en una disposición regular y contenían filamentos largos que se proyectaban alrededor de 80 nm en el citoplasma.
Hay al menos cinco proteínas de andamiaje principales que están enriquecidas en la zona activa; UNC13B /Munc13, RIMS1 (molécula que interactúa con Rab3), Bassoon, Piccolo/aczonin, ELKS y liprins-α. Se cree que estas proteínas de andamiaje son los constituyentes de las estructuras piramidales densas de la zona activa y se cree que acercan las vesículas sinápticas a la membrana presináptica y los canales de calcio. La proteína ELKS se une a la proteína de adhesión celular, β-neurexina y otras proteínas dentro del complejo como Piccolo y Bassoon. La β-neurexina luego se une a la molécula de adhesión celular, la neuroligina ubicada en la membrana postsináptica. La neuroligina luego interactúa con las proteínas que se unen a los receptores postsinápticos. Las interacciones de proteínas como la observada entre Piccolo/ELKS/β-neurexina/neuroligina aseguran que la maquinaria que media la fusión de vesículas esté muy cerca de los canales de calcio y que la fusión de vesículas esté adyacente a los receptores postsinápticos. Esta fusión de vesículas de proximidad cercana y receptores postsinápticos asegura que haya poco retraso entre la activación de los receptores postsinápticos y la liberación de neurotransmisores.

## Mecanismo de liberación de neurotransmisores

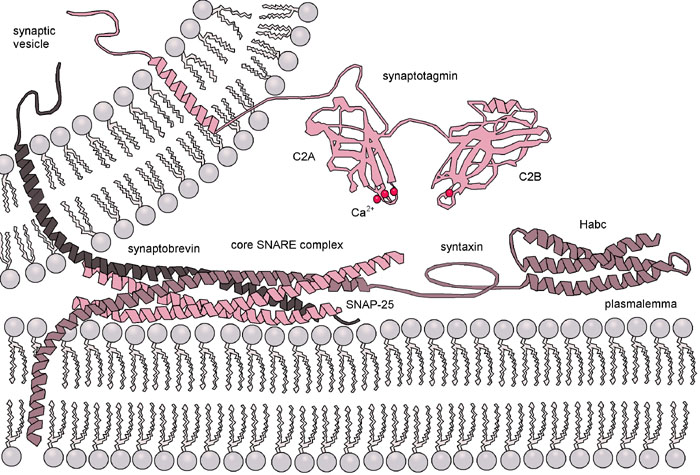
La maquinaria de liberación de vesículas.

La liberación de neurotransmisores se logra mediante la fusión de vesículas de neurotransmisores a la membrana presináptica. Aunque aún se están estudiando los detalles de este mecanismo, existe consenso sobre algunos detalles del proceso. Se sabe que la fusión de vesículas sinápticas con la membrana presináptica requiere un aumento local de calcio desde tan solo un único canal de calcio estrechamente asociado y la formación de complejos SNARE altamente estables. Un modelo predominante de fusión de vesículas sinápticas es que la formación del complejo SNARE está catalizada por las proteínas de la zona activa, como Munc18, Munc13 y RIM. Se cree que la formación de este complejo "prepara" la vesícula para que esté lista para la fusión de vesículas y la liberación del neurotransmisor (ver a continuación: reserva liberable). Después de cebar la vesícula, la complexina se une al complejo SNARE, esto se denomina "supercebado". Las vesículas supercebadas se encuentran dentro del conjunto fácilmente liberable (ver más abajo) y están listas para ser liberadas rápidamente. La llegada de un potencial de acción abre canales de calcio activados por voltaje cerca del complejo SNARE/complejina. Luego, el calcio se une para cambiar la conformación de la sinaptotagmina. Este cambio en la conformación permite que la sinaptotagmina se desprenda de la complexina, se una al complejo SNARE y se una a la membrana objetivo. Cuando la sinaptotagmina se une tanto al complejo SNARE como a la membrana, induce una fuerza mecánica en la membrana que hace que la membrana de la vesícula y la membrana presináptica se fusionen. Esta fusión abre un poro de la membrana que libera el neurotransmisor. El poro aumenta de tamaño hasta que toda la membrana de la vesícula es indistinguible de la membrana presináptica.

## Ciclo de vesículas sinápticas

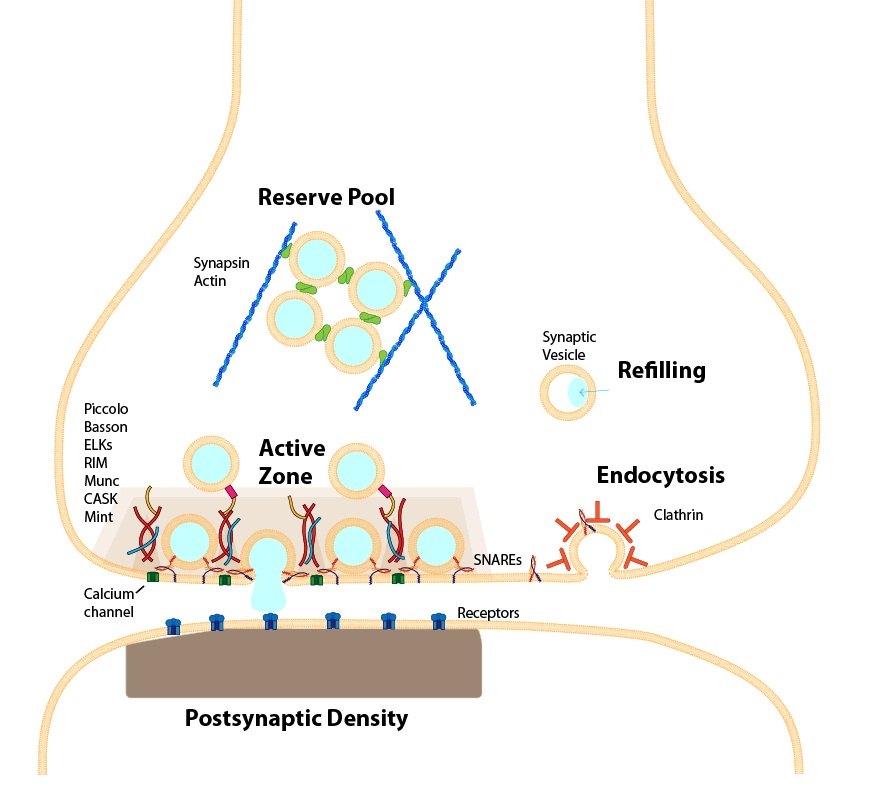
La zona activa presináptica y el ciclo de la vesícula sináptica

El botón presináptico tiene un proceso orquestado eficientemente para fusionar vesículas a la membrana presináptica para liberar neurotransmisores y regenerar vesículas de neurotransmisores. Este proceso llamado ciclo de vesículas sinápticas mantiene el número de vesículas en el botón presináptico y permite que la terminal sináptica sea una unidad autónoma. El ciclo comienza con (1) una región del aparato de Golgi se pellizca para formar la vesícula sináptica y esta vesícula se transporta a la terminal sináptica. En la terminal (2) la vesícula está llena de neurotransmisor. (3) La vesícula se transporta a la zona activa y se acopla muy cerca de la membrana plasmática. (4) Durante un potencial de acción, la vesícula se fusiona con la membrana, libera el neurotransmisor y permite que las proteínas de la membrana que estaban previamente en la vesícula se difundan hacia la zona periactiva. (5) En la zona periactiva, las proteínas de membrana son secuestradas y sometidas a endocitosis formando una vesícula recubierta de clatrina. (6) Luego, la vesícula se llena con neurotransmisor y luego se transporta de regreso a la zona activa.
El mecanismo de endocitosis es más lento que el mecanismo de exocitosis. Esto significa que en una actividad intensa, la vesícula en la terminal puede agotarse y ya no estar disponible para ser liberada. Para ayudar a prevenir el agotamiento de las vesículas sinápticas, el aumento de calcio durante la actividad intensa puede activar la calcineurina que desfosforila las proteínas involucradas en la endocitosis mediada por clatrina.

## Piscinas de vesículas
La sinapsis contiene al menos dos grupos de vesículas sinápticas, el grupo fácilmente liberable y el grupo de reserva. El grupo fácilmente liberable está ubicado dentro de la zona activa y conectado directamente a la membrana presináptica, mientras que el grupo de reserva está agrupado por el citoesqueleto y no está directamente conectado a la zona activa.

### Grupo liberable
El grupo liberable se encuentra en la zona activa y está unido directamente a la membrana presináptica. Está estabilizado por proteínas dentro de la zona activa y unido a la membrana presináptica por proteínas SNARE. Estas vesículas están listas para liberarse mediante un único potencial de acción y se reponen con vesículas del grupo de reserva. El grupo liberable a veces se subdivide en el grupo fácilmente liberable y el grupo liberable.

### Grupo de reserva
El grupo de reserva no está directamente conectado a la zona activa. El aumento en la concentración de calcio presináptico activa la proteína quinasa dependiente de calcio-calmodulina (CaMK). CaMK fosforila una proteína, la sinapsina, que interviene en la agrupación de las vesículas de reserva y la unión al citoesqueleto. La fosforilación de la sinapsina moviliza las vesículas en el grupo de reserva y les permite migrar a la zona activa y reponer el grupo fácilmente liberable.

## Zona periactiva
La zona periactiva rodea a la zona activa y es el sitio de endocitosis de la terminal presináptica. En la zona periactiva, las proteínas de andamiaje, como la intersectina 1, reclutan proteínas que median la endocitosis, como la dinamina, la clatrina y la endofilina. En Drosophila, el homólogo de intersectina, Dap160, está ubicado en la zona periactiva de la unión neuromuscular y el mutante Dap160 agota las vesículas sinápticas durante la estimulación de alta frecuencia.

## Zona activa de sinapsis de cinta
La sinapsis en cinta es un tipo especial de sinapsis que se encuentra en las neuronas sensoriales, como las células fotorreceptoras, las células bipolares de la retina y las células ciliadas. Las sinapsis en cinta contienen una estructura de proteína densa que une una serie de vesículas perpendiculares a la membrana presináptica. En una micrografía electrónica aparece como una estructura similar a una cinta perpendicular a la membrana. A diferencia de la sinapsis 'tradicional', las sinapsis en cinta pueden mantener una liberación gradual de vesículas. En otras palabras, cuanto más despolarizada es una neurona, mayor es la tasa de fusión de vesículas. La zona activa de la sinapsis Ribbon se separa en dos regiones, la densidad archiforme y la cinta. La densidad arquiforme es el sitio de fusión de vesículas y la cinta almacena el grupo liberable de vesículas. La estructura de la cinta se compone principalmente de la proteína RIBEYE, alrededor del 64-69% del volumen de la cinta, y está unida a la densidad archiforme por proteínas de andamiaje como Bassoon.

## Proteínas
| Proteína | Estructura/Función                                                                                          |
| Proteínas Estructurales | |
| Piccolo | |
| Basssoon | |
| RIM | |
| ELKS (ERC o CAST) | |
| CASK | |
| Mint | |
| Liprina-alfa-1 | |
| Acoplamiento y cebado | |
| Munc-13 | |
| Munc-18 | |
| SNARE | |
| SNAP25 | |
| VAMP2 | |
| Sintaxina | Ubicado en la membrana sináptica y se une a SNAP-25 y sinaptobrevina para mediar en la fusión de vesículas. |
| Proteínas del citoesqueleto | |
| Actina | |
| Tubulina | |
| Miosina Múltiples moléculas de miosina II generan fuerza en el músculo esquelético a través de un mecanismo de golpe de potencia alimentado por la energía liberada de la hidrólisis de ATP | |
| Espectrina | |
| β-catenina | |
| Canal de calcio | |
| Canal de calcio dependiente de voltaje (VDCC) | Permite la entrada rápida de calcio durante un potencial de acción.                                         |

## Medición de la liberación de neurotransmisores

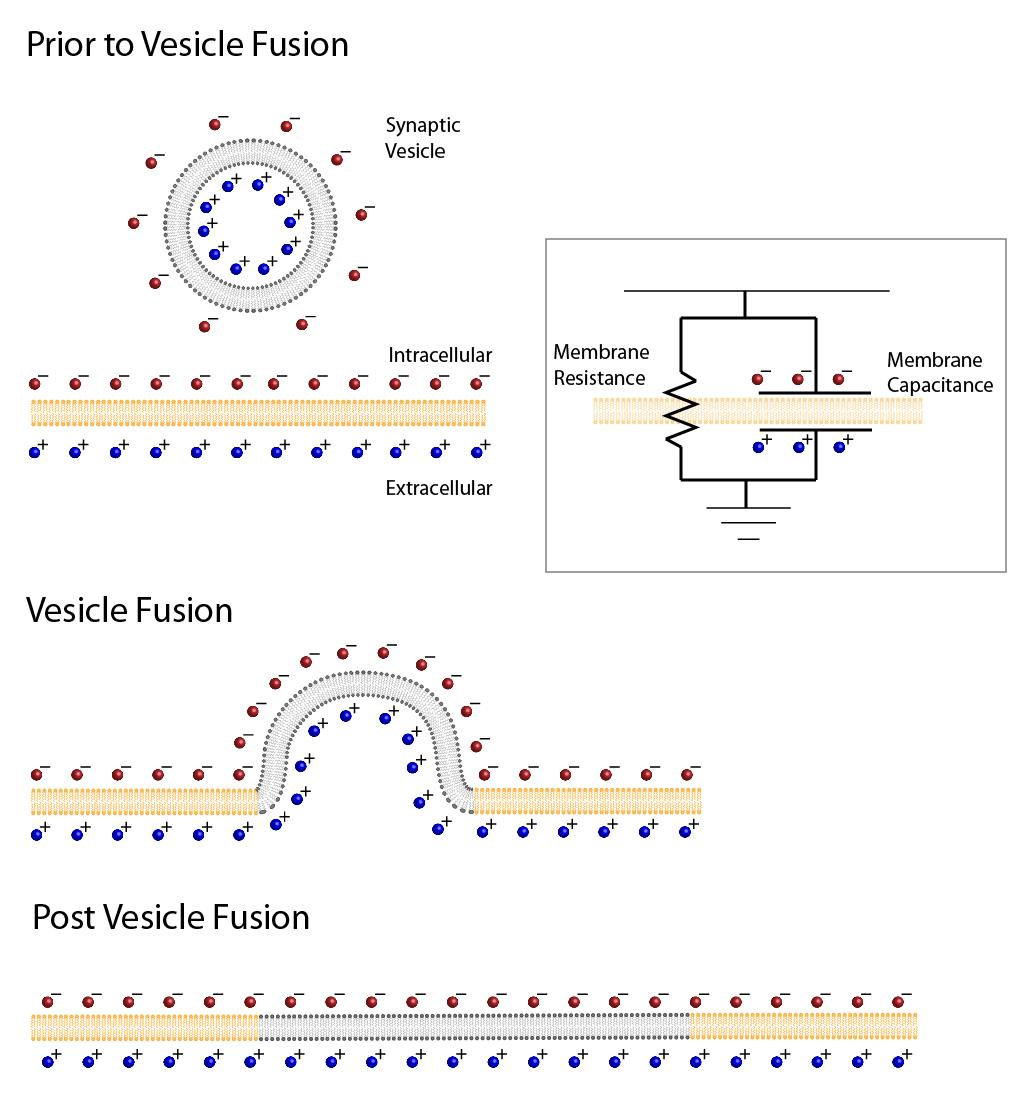
Un diagrama que muestra el cambio en la capacitancia de la membrana antes (arriba) y después (medio e inferior) de la fusión de vesículas.

La liberación de neurotransmisores se puede medir determinando la amplitud del potencial postsináptico después de desencadenar un potencial de acción en la neurona presináptica. Medir la liberación de neurotransmisores de esta manera puede ser problemático porque el efecto de la neurona postsináptica en la misma cantidad de neurotransmisores liberados puede cambiar con el tiempo. Otra forma es medir la fusión de vesículas con la membrana presináptica directamente usando una pipeta de parche. Se puede pensar en una membrana celular como un condensador en el que los iones positivos y negativos se almacenan en ambos lados de la membrana. Cuanto mayor sea el área de la membrana, más iones serán necesarios para mantener la membrana a un cierto potencial. En electrofisiología, esto significa que una inyección de corriente en el terminal llevará menos tiempo cargar una membrana a un potencial dado antes de la fusión de vesículas que después de la fusión de vesículas. Se mide el transcurso del tiempo para cargar la membrana a un potencial y la resistencia de la membrana y con estos valores se puede calcular la capacitancia de la membrana mediante la ecuación Tau/Resistencia=Capacitancia. Con esta técnica, los investigadores pueden medir la liberación de vesículas sinápticas directamente midiendo los aumentos en la capacitancia de la membrana del terminal presináptico.